# Kanton Chambley-Bussières
Kanton Chambley-Bussières (fr. Canton de Chambley-Bussières) byl francouzský kanton v departementu Meurthe-et-Moselle v regionu Lotrinsko. Tvořilo ho 12 obcí. Zrušen byl po reformě kantonů 2014.

## Obce kantonu
- Chambley-Bussières
- Dampvitoux
- Hagéville
- Mars-la-Tour
- Onville
- Puxieux
- Saint-Julien-lès-Gorze
- Sponville
- Tronville
- Villecey-sur-Mad
- Waville
- Xonville